# Eoglosselytrum perplexum
Eoglosselytrum perplexum là một loài côn trùng trong họ Jurinidae thuộc bộ Glosselytrodea. Loài này được Riek miêu tả năm 1953.